# (3782) Celle
(3782) Celle est un astéroïde de la ceinture principale. Il a été nommé d'après la ville de Celle, en Allemagne, à l'occasion de son sept-centième anniversaire. Celle-ci est jumelée avec Holbæk, au Danemark, non loin de laquelle se situe l'observatoire Brorfelde, qui a découvert l'astéroïde.

## Description
(3782) Celle est un astéroïde de la ceinture principale. Il fut découvert le 3 octobre 1986 à Brorfelde par Poul Jensen. Il présente une orbite caractérisée par un demi-grand axe de 2,42 UA, une excentricité de 0,09 et une inclinaison de 5,2° par rapport à l'écliptique.

## Compléments